# Кассель, Давид
Давид Кассель (нем. David Cassel; 7 марта 1818, Глогау — 22 января 1893, Берлин) — немецкий педагог еврейского происхождения и гебраист. 

## Биография
Сын еврейского скульптора Хирша Касселя. Брат историка З. Касселя.
Получил образование в Бреславльском и Берлинском университетах.
Преподавал в еврейских училищах и учительской семинарии, затем в берлинской высшей школе или Lehranstalt für die Wissenschaft des Judenthums. Его важнейшие труды: «Die Apocryphen nach dem griechischen Text bearbeitet» (Берл., 1871); «Geschichte der jüdischen Literatur» (Б., 1872 и 1874); «Lehrbuch der judischen Geschichte und Literatur» (Лейпциг, 1879). Издал несколько весьма ценных еврейских текстов.